# Supercopa da Itália de 1989
A Supercopa da Itália de 1989 foi a 2ª edição da competição que para muitos, abre a temporada 1989/1990 do futebol italiano. Assim como em todas as edições, a Supercoppa Italiana foi disputada em partida única entre o campeão do Campeonato Italiano, (Internazionale), e o campeão da Copa da Itália, (Sampdoria), ambas na temporada 1988/1989.
A partida foi no Estádio Giuseppe Meazza.

## Final

### Partida única
| 29 de setembro de 1989 | Internazionale          | 2 – 0 | Sampdoria | Estádio Giuseppe Meazza, Milão |
|                        | Cucchi 37' · Serena 86' |       |           | Árbitro: Carlo Longhi          |

## Campeão
| Supercopa da Italia de 1989 |
| Itália                      |
| --------------------------- |
| Internazionale (1º título)  |